# Distretto di Dongshan
Il distretto di Dongshan (东山区S, Dōngshān QūP) è un distretto della Cina, situato nella provincia di Heilongjiang e amministrato dalla prefettura di Hegang.